# Da Tweekaz
Da Tweekaz est un groupe de hardstyle norvégien. Il est composé de Kenth Kvien et Marcus Nordli. Ils sont en actuel contrat avec le label discographique belge Dirty Workz. Depuis 2017, ils produisent également du happy hardcore sous le nom de Tweekacore.

## Biographie
Kenth Kvien et Marcus Nordli sont à l'origine compositeurs de musique hard dance avant de se centrer dans la scène hardstyle en 2007. Ils sortent leur première œuvre, Angeli Domini, au label Spider Records, puis paraissent pour la première fois au label majeur de hardstyle Dirty Workz en 2010. 
En 2012, le duo emménage aux Pays-Bas pendant une brève période, afin d'éviter les déplacements incessants entre leur pays natal, la Norvège, et les festivals néerlandais et belges ; ils décident finalement de rester en Belgique. La même année, Da Tweekaz font paraître leur premier album intitulé Time 2 Shine le 8 octobre, accueilli sur Partyflock par une note de 75 sur 100. En 2013, le duo atteint la 86e place du DJ Mag Top 100 : ils atteignent la 66e place en 2014,. En 2014, Da Tweekaz célèbre ses 50 vidéos sur YouTube. La même année, ils participent à la compilation sortie en marge de l'événement Bassleader, réalisant le mix du premier CD de ce triple album, bien accueilli par les sites spécialisés. 
En septembre 2016, Da Tweekaz est invité comme tête d'affiche au No Man's World Festival, seul Desert Festival de Belgique. Le 18 novembre 2017, Da Tweekaz signe sa première prestation à Qlimax, festival de musique principalement hardstyle, où ils sortent un nouveau morceau, Jägermeister, qui a marqué les esprits et est particulièrement bien accueilli par le public. En juin 2017, le groupe annonce l'adoption d'un nouvel alias, Tweekacore, sous lequel ils s'associent avec Darren Styles pour la production de morceaux happy hardcore,. En avril 2018, ils participent à la 3e édition du festival hardstyle La Folie Varadaise qui a lieu chaque année près de Nantes, en France. Da Tweekaz réalise une tournée de spectacle pour célébrer leur dix ans de carrière, par la même occasion ils sortiront un album avec notamment des remixes de leurs anciens morceaux.
À Tomorrowland 2019, ils représenteront le hardstyle sur le Mainstage, un an après Coone.
Depuis le 11 avril 2020 (plus spécifiquement depuis le 1 mai), suite entre autres aux différents confinements liés au Covid 19, Da Tweekaz diffuse chaque semaine un streaming live d'environ 4h sur YouTube (le vendredi à partir de 20h), appelé TweekaTV, pendant lequel ils mixent souvent sur des thèmes choisis ou invitent d'autres groupes de la scène hardstyle à mixer avec eux. Les internautes peuvent intéragir avec eux grâce à un "chat" normal et un "Superchat" grâce auquel ils peuvent faire des dons et laisser des messages qui seront lus par Kenth. Les internautes peuvent aussi être filmés en direct sur Zoom et apparaître ensuite sur YouTube lors du live.
Ils se produisent également sur la Mainstage de Tomorrowland en 2022, 2023 et 2024.

## Discographie

### Album studio
- 2012 : Time 2 Shine
- 2018 : 10 Years Da Tweekaz - The Definitive Collection

### Compilations
- 2014 : #Tweekay14: The Ultimate Collection
- 2016 : #Tweekay16: The Ultimate Collection

### EP et singles
- 2008 : The Past / Da Bomba' (DJ's United Red Records)
- 2008 : Angeli Domini (Spider Records)
- 2009 : Inferno (Summer Angel 2009 Anthem) (DJ's United Red Records)
- 2009 : Bit By Bit (EP) (DJ's United Red Records)
- 2009 : Daydre4m / Very Nice (DJ's United Red Records)
- 2010 : DNA / Be Aware / Hook My Mic Up / Whatevah 2010 (Dirty Workz)
- 2010 : Nothingness EP (Dirty Workz)
- 2011 : People Against Porn EP (Dirty Workz)
- 2014 : Hewwego (Dirty Workz)
- 2014 : Little Red Riding Hood (Dirty Workz)
- 2015 : Wipeout (Dirty Workz)
- 2016 : Tequila (Dirty Workz)
- 2018 : Jägermeister (Dirty Workz)
- 2018 : Wodka (Dirty Workz)
- 2020 : Moskau (Kontor Records)